# Chantier naval Glehen
Le chantier naval Glehen Pierre et Fils a été créé en 1911 au Guilvinec, dans le département du Finistère.
Implanté également à  Douarnenez et à Loctudy, ce chantier naval intervient dans la construction ou l'entretien, la réparations de navires en acier et aluminium : bateaux de pêche, vedettes à passagers, navires de servitude, barges ostréicoles, etc. Le chantier reçoit aussi des commandes d'organismes public, à l'issue d'appels d'offres, par exemple de la Marine Nationale ou les Douanes.

## De père en fils
Pierre Gléhen, le fondateur, accomplira sa formation de charpentier de marine au Havre, et créa son chantier naval en 1911.
Après avoir travaillé avec son père au Guilvinec, Léon Gléhen s'installe en 1946 à Saint-Guénolé. Son fils, Pierre, se lance en 1945 dans la construction navale à Audierne. Léon Gléhen exploite aussi les chantiers de "Pors-Moro", à Pont-l’Abbé et celui de "Lostendro" au Guilvinec. C’est au décès de leur père que Pierre et Léon s’associent et fonde une SARL.
Yves Gléhen, le petit-fils du fondateur, après  une formation de dessinateur industriel à Plouhinec, prend la direction des chantiers de construction bois en 1969 et se recentre sur Le Guilvinec en 1973. Il va assurer la transition de la construction bois vers la construction acier à partir de 1974 .
Pierre-Yves Gléhen, fils d’Yves, après sa formation à l'ENSTA Bretagne qu'il mena en alternance chez DCNS à Lorient, arrive dans l’entreprise le 1er septembre 2016 en qualité de responsable de projets,.
Léon Gléhen, fils du fondateur Pierre, qui fut aussi entre 1973 et 2003, président de la station de sauvetage du Guilvinec, et adjoint au maire, prend sa retraite en 1992 après avoir mené à bien et construit plus de 200 bateaux. Il décède le 5 décembre 2019 âgé de 94 ans.

## Au Guilvinec
Le chantier Gléhen & Fils a assuré des constructions jusqu'en 1974 de petits navires en bois et petits chalutiers, principalement destinés à la pêche locale, dans l'arrière-port de Guilvinec-Léchiagat appelé cimetière à bateaux, dans le hangar métallique toujours visible sur le bord à côté du pont routier de Léchiagat.
À partir de 1974, la société se diversifie dans la construction de bateaux métalliques, notamment en acier et aluminium. En 1979, naît un chalutier de 24 mètres en acier, le Bara Pemdez, premier de la longue série des "Bara" de l’Armement bigouden.
En 1984, après le rachat du site des anciens "Chantiers de Cornouaille" - "Arcor" (entité Dubigeon) sur le port du Rosmeur à Douarnenez, va permettre un développement et une diversification dans la production de navires de différents types.
Le Guilvinec, site historique de la société, assure grâce à un hangar atelier et des bureaux, situés sur le quai du port de pêche, des petites réparations navales d'accastillages mais demeure le siège social de la société.
En 2001, la taille des bateaux augmentant, le lancement au Guilvinec, avec le passage obligé sous le pont de Léchiagat se révèlant de plus en plus épineux, le site de Douarnenez se développe et devient le principal centre de production.
En 2019 au Guilvinec, ça faisait 20 ans qu'aucun bateau de pêche n’avait été lancé depuis le hangar de l'arrière port du chantier Gléhen. Mis à l’eau, l’"Oasis II", un 14,90 m destiné à pêcher le poisson et la langoustine, est passé sous le pont pour rejoindre par relevage le terre-plein du port de Lechiagat, pour faire les finitions afin d'y être armé.
En 2020, le Chantier naval Gléhen du Guilvinec a livré à l'armement vendéen « La Belle Alliance », un bateau de 14,50 mètres. Il pêchera la sardine essentiellement près des côtes.

## A Douarnenez
En 1984, Yves Gléhen rachète le site des "Chantiers de Cornouaille" sur les quais de Douarnenez situé au port du Rosmeur.

## Une activité soutenue sur le site breton

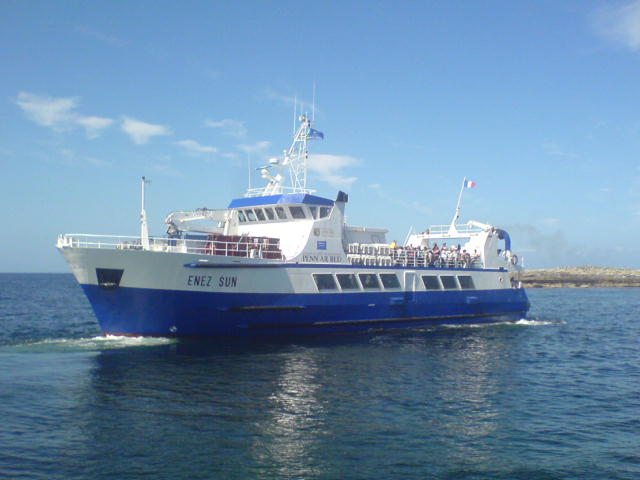
L’Enez Sun 3

Le navire Enez Sun 3, construit en 1991 au Chantier naval Gléhen de Douarnenez, est exploité par la compagnie Penn-ar-Bed. Il assure la liaison entre l’Île de Sein et le continent depuis le port de Sainte-Evette à Esquibien (Audierne) en condition normale. En cas de météo maritime difficile, le départ de l’Ile de Sein se fait en direction de Douarnenez, sur le quai du Rosmeur, de même pour le retour,.
En 2001, le site principal de Douarnenez se diversifie, avec le créneau d'une activité fluviale - pousseurs, barges, etc. - et le développement d'une fabrication d'équipements et matériels lourds pour ports à sec.
La « Compagnie Ligérienne de Transport » et sa filiale Finist'mer se révèlent petit à petit être un client important du chantier pour la réalisation de bateaux à passagers tels que des Navibus : le Chantenay en 2006 et Ile de Nantes  en 2008, sont des vedettes à passagers, naviguant sur la Loire à Nantes, et Ile d'Arz à Vannes et quelques pousseurs fluviaux.

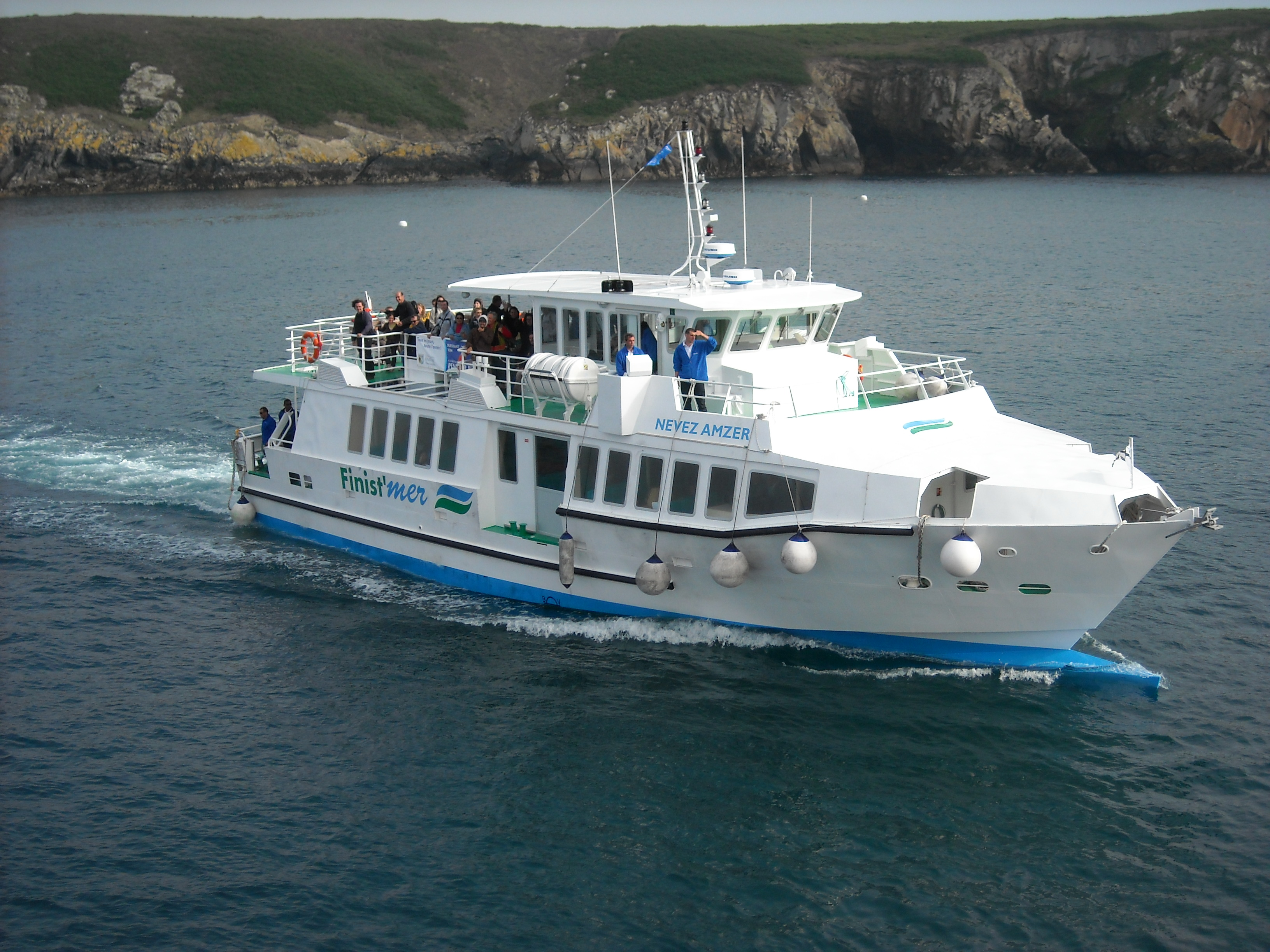
Le "Nevez Amzer" vedette à passagers de la compagnie maritime Finist'mer, arrive à Ouessant 2009

En 2009, les chantiers Gléhen de Douarnenez livre la vedette à passagers Nevez Amzer de la Finist'mer. Filant 18 noeuds, cette unité d'une longueur de 24 mètres peut embarquer 196 passagers.
La société Aix-Fouras gérée par le "Conseil Départemental de La Charente Maritime",  engage sur le site de Douarnenez en 2010, la construction du nouveau transbordeur "Ile d'Aix II", mis en service en Février 2011, en remplacement de "Ile d'Aix I"  construit en 1966 arrivé en fin de vie, reliant l'île au continent toute l'année. Le chantier Gléhen fut choisi à la suite de la disparition des Chantiers du Ponant de La Rochelle-Pallice, ayant succédé aux Ateliers et Chantier de La Rochelle Pallice qui ont fermés en 1987.
L'"Île d'Aix I" désarmé, restera au quai du "Conseil Départemental de la Charente Maritime" dans le bassin à flots du port de Rochefort pendant 2 ans. Son dernier voyage sera pour le port de La Cotinière sur l'ile d'Oléron où il sera démantelé.
En 2015, le chantier de Douarnenez obtient deux contrats de navire pour la marine nationale française: un engin remonte-filets, le Couanne et un navire d’entraînement à l'hélitreuillage, le Jules.
En 2019, Le "Bara An Arvoriz" (traduit "pain des gens de la mer" en breton), un chalutier de 24.9 mètres pour 8.30 m de large, dix-septième de la série, a été mis à l’eau pour l’Armement bigouden,.
En 2022, le chantier naval Gléhen, de Douarnenez, a construit le nouveau baliseur de Brest, pour l’armement des Phares et balises. Doté d’un mode de propulsion électrique, le nouveau navire, long de 24 mètres, est amené à effectuer des missions de l’île de Sein à la baie de Morlaix.
En 2023, le chantier naval Gléhen de Douarnenez, livre la vedette fluviale hybride  « Harmonie » pour des patrouilles sur le Rhin de la compagnie de gendarmerie fluviale de Strasbourg/Kehl-am-Rhein. L'Harmonie réalisée dans le cadre d’un appel d’offres européen (17,5 m de long, 4,20 m de large) dispose d'une propulsion principale assurée par deux moteurs diesels. Deux moteurs électriques, alimentés par un parc de batteries, permettent de patrouiller à faible vitesse sans bruit et de façon décarbonée.
En 2024, le chantier naval Gléhen de Douarnenez a mis à l’eau dans le port du Rosmeur par le (en) slipway La Korrigane, nouveau navire de recherche côtière en aluminium de la station marine du Muséum National d’Histoire Naturelle (MNHN) de Dinard (Ille-et-Vilaine). Il mesure 15 mètres de long, 4.6 de large, pèse 22 tonnes lège, a un faible tirant d'eau et dispose d'une propulsion mixte. Une de ses premières missions sera d'effectuer des travaux d'écho sondage en baie de Saint-Brieuc,.
En novembre 2024, Le Baliste, catamaran en aluminium de 17 mètres de long, 6,50 m de large, a été mis à l’eau par le slipway au Rosmeur. Il est équipé de deux moteurs diesel d’une puissance de 301 kilowatts chacun. Le projet  a été mis en œuvre à l’été 2023, pour le compte de la Direction générale de l'Armement Techniques Navales pour le site de Toulon, le navire sera dédié soutien aux plongeurs scaphandriers lors d'essais en mer et campagnes pyrotechniques. Le Baliste peut accueillir une dizaine de plongeurs à bord,.

## Activités et chiffre d'affaires
En 2016, la SARL Chantier naval Pierre Gléhen et fils devient la SAS Chantier naval Gléhen.
En 2019, le chantier naval emploie 48 personnes sur 3 sites - Le Guilvinec, Loctudy, Douarnenez - et peut en faire travailler jusqu’à 70. Il continue de se diversifier pour soutenir l’activité
L'activité du chantier de construction navale varie selon les années, en fonction du carnet de commandes. De l'ordre de cinq à six bateaux sont produits annuellement, avec des approvisionnements en matériaux portant sur 500 tonnes de tôles et profils d'acier divers, 150 tonnes de tôles d'aluminium, 40 km de câbles tous diamètre, et d'une douzaines de moteurs Diesel de marques et de puissances variables entre 500 et 1000 chevaux.
Le chantier naval intervient sur les navires en acier et aluminium : bateaux de pêche, vedettes à passagers, navires de servitude, barges ostréicoles. Le chantier reçoit aussi des commandes publiques par exemple de la marine nationale.
À la suite du plan de sortie de flotte lié au Brexit et d’un contexte général difficile dans le secteur de la pêche, le chantier naval Gléhen surmonte cette crise en limitant son exposition à ce secteur qui ne représente plus que 20 % de son activité.
Le Chantier Naval Gléhen est certifié ISO 9001 par la société de classification Bureau Veritas.
En 2023, porté par la construction diversifiée, le chantier Gléhen affiche 8 millions d’euros de chiffre d’affaires. La construction navale représente 70 % de l'activité, l’entretien-réparation 30 %.
D’ici 2026, afin de développer son activité sur Douarnenez au port du Rosmeur, le chantier naval pourra bénéficier du remplacement du (en) slipway par un élévateur à bateaux, un projet mené par le Syndicat mixte pêche-plaisance de Cornouaille (SMPPC). Le slipway ne répond plus aux besoins pour des bateaux plus larges et plus lourds que le chantier pourrait prendre en charge.
Pour assurer une partie de ses recrutements, le chantier naval Gléhen s’appuie sur l’apprentissage.
Des visites du chantier naval à Douarnenez sont organisées chaque année en octobre-novembre dans le cadre de la semaine de l'économie touristique et des savoir-faire.